# Patalache
Patalache es una entidad de población española del municipio de Aledo, perteneciente a la comunidad autónoma de la Región de Murcia.

## Historia
Hacia mediados del siglo XIX, el lugar, ya por entonces perteneciente al municipio de Aledo, era referido como una cortijada. Aparece descrito en el duodécimo volumen del Diccionario geográfico-estadístico-histórico de España y sus posesiones de Ultramar de Pascual Madoz con las siguientes palabras:

PATALACHE: cortijada en la prov. de Murcia, part. jud. de Totana y térm. jurisd. de Aledo.
(Madoz, 1847, p. 718)

En 2023, la entidad singular de población de Patalache tenía empadronados 11 habitantes, todos ellos en diseminado.